# 미카엘 퀴장스
미카엘 퀴장스(프랑스어: Michaël Bruno Dominique Cuisance, 1999년 8월 16일 ~ )는 프랑스의 축구선수로 포지션은 미드필더이다. 현재 2. 분데스리가의 VfL 오스나브뤼크에서 활약하고 있다.

## 클럽 경력
2019년 8월 17일 퀴장스는 FC 바이에른 뮌헨과 2024년까지 계약을 체결했다.